# Лівезень (комуна)
Лівезень, Лівезені (рум. Livezeni) — комуна у повіті Муреш в Румунії. До складу комуни входять такі села (дані про населення за 2002 рік):
- Івенешть (306 осіб)
- Лівезень (1219 осіб) — адміністративний центр комуни
- Поєніца (302 особи)
- Синішор (196 осіб)

Комуна розташована на відстані 261 км на північний захід від Бухареста, 5 км на схід від Тиргу-Муреша, 82 км на схід від Клуж-Напоки, 124 км на північний захід від Брашова.

## Населення
За даними перепису населення 2002 року у комуні проживали 3766 осіб.
Національний склад населення комуни:
| Національність | Кількість осіб | Відсоток |
| -------------- | -------------- | -------- |
| угорці         | 2808           | 74,6%    |
| румуни         | 540            | 14,3%    |
| цигани         | 413            | 11,0%    |
| німці          | 2              | 0,1%     |
| болгари        | 1              | < 0,1%   |
| євреї          | 1              | < 0,1%   |

Рідною мовою назвали:
| Мова             | Кількість осіб | Відсоток |
| ---------------- | -------------- | -------- |
| угорська         | 2815           | 74,7%    |
| румунська        | 545            | 14,5%    |
| циганська        | 401            | 10,6%    |
| німецька         | 3              | 0,1%     |
| єврейська (їдиш) | 1              | < 0,1%   |

Склад населення комуни за віросповіданням:
| Релігія            | Кількість осіб | Відсоток |
| ------------------ | -------------- | -------- |
| реформати          | 2724           | 72,3%    |
| православні        | 367            | 9,7%     |
| греко-католики     | 244            | 6,5%     |
| римо-католики      | 173            | 4,6%     |
| адвентисти         | 58             | 1,5%     |
| унітарії           | 52             | 1,4%     |
| п'ятдесятники      | 28             | 0,7%     |
| не релігійні       | 15             | 0,4%     |
| баптисти           | 10             | 0,3%     |
| лютерани           | 6              | 0,2%     |
| атеїсти            | 1              | < 0,1%   |
| не вказали релігію | 9              | 0,2%     |